# Studená (Krkonoše)
Studená (německy Kaltenberg) je vrchol v České republice ležící v Krkonoších.

## Geomorfologické zařazení
Hora se nachází v celku Krkonoše, podcelku Krkonošské rozsochy, okrsku Vilémovská hornatina a podokrsku Rokytnická hornatina.

## Poloha
Studená je součástí rozsochy vybíhající z Lysé hory západním směrem. Asi 3,5 km na severozápad se nachází Harrachov, přímo pod jižním svahem pak Rokytnice nad Jizerou. I v rámci rozsochy je výškově výrazně oddělena. Sedlo, které ji na západě odděluje od Janovy skály se nachází v nadmořské výšce 929 metrů, sedlo na východní straně ve směru na Čertovu pláň v 917 metrech. Severní a jižní svah spadají do poměrně hlubokých údolí.

## Vodstvo
Studená spadá do povodí Jizery. Rýžovištní potok protékající pod severním svahem je levým přítokem Mumlavy. Potoky stékající z jižního svahu jsou pravými přítoky Huťského potoka.

## Vegetace
Vrcholové partie Studené jsou souvisle zalesněny, převahu zde má smrk ztepilý. Velká luční enkláva v okolí osady Studenov se nachází na jihozápadním svahu.

## Komunikace
Po severním úbočí je v nadmořské výšce přibližně 900 metrů vedena vrstevnicová neveřejná asfaltová komunikace ze Studenova na Dvoračky sledovaná modře značenou trasou KČT 1894 z Čertovy hory rovněž k Dvoračkám. Z ní je z prostoru východního sedla veden na vrchol průsek.